# Język wepski
Język wepski (vepsän kel') – język uralski z bałtycko-fińskiej grupy językowej, używany przez Wepsów, zamieszkujących północno-zachodnią Rosję – na wschód od Petersburga oraz okolice jeziora Ładoga w rejonie Pietrozawodzka (Karelia).
Występują trzy główne dialekty: północny, środkowy i południowy. W 1989 r. podano, że ma 6 tys. użytkowników. Według danych z 2010 r. posługuje się nim ponad 1600 osób.
Silnie zagrożony wymarciem. Nie jest przeważnie znany dzieciom. Bywa nauczany w szkołach podstawowych. 
Charakterystyczną cechą jego gramatyki jest występowanie dużej, nawet jak na języki ugrofińskie, liczby przypadków, których jest 22 lub 23. W XX wieku język wepski wypierany jest przez język rosyjski i w znacznie mniejszym stopniu – przez spokrewniony z wepskim język karelski.
Dialekt środkowy stanowi podstawę języka literackiego. W języku wepskim ukazuje się miesięcznik „Kodima” (Ziemia ojczysta), wydawany w dużym, jak na liczbę osób posługujących się językiem wepskim, nakładzie – ok. tysiąca egzemplarzy.
Do jego zapisu stosowany jest alfabet łaciński z dodatkowymi znakami diakrytycznymi. 

## Alfabet
W latach 30. XX wieku, gdy pojawiło się dość masowo (w stosunku do lat wcześniejszych) piśmiennictwo w języku wepskim, do jego zapisu opracowano ujednolicony alfabet, oparty na piśmie łacińskim.
Alfabet stosowany do 1937 r.:
| A a | Ä ä | B b | C c | Ç ç | D d | E e | F f |
| G g | H h | I i | J j | K k | L l | M m | N n |
| O o | Ö ö | P p | R r | S s | Ş ş | T t | U u |
| V v | Y y | Z z | Ƶ ƶ | ı   | ’   |     |     |

W 1937 r. zadecydowano, iż do zapisu języka stosowane będzie pismo oparte na cyrylicy. Obecnie powrócono do zapisu przy pomocy alfabetu łacińskiego, który jednak nieznacznie zmieniono w stosunku do tego, jaki obowiązywał w latach 30. XX wieku.
Alfabet stosowany współcześnie:
| A a | Ä ä | B b | C c | Č č | D d | E e | F f |
| G g | H h | I i | J j | K k | L l | M m | N n |
| O o | Ö ö | P p | R r | S s | Š š | T t | U u |
| Ü ü | V v | Z z | Ž ž | ’   |     |     |     |